# Jerzy Olejnik
Jerzy Olejnik (ur. 7 września 1921 w Łodzi, zm.? w Łodzi) – polski bokser, reprezentant kraju.

## Życiorys
Karierę pięściarską rozpoczął w klubie WIMA Łódź w 1937. Po pięcioletniej przerwie spowodowanej wojną, został zawodnikiem klubu ŁKS Łódź, któremu pozostał wierny do końca swojej kariery sportowej w 1950. 
Startując w kategorii półśredniej, zdobył mistrzostwo Polski w 1946 i 1947, oraz wywalczył dwukrotnie wicemistrzostwo w 1948 i 1949. Został też dwukrotnym drużynowym mistrzem Polski w 1946/47 i 1947/48 roku. Wystąpił trzy razy w reprezentacji Polski, odnosząc dwa zwycięstwa i raz przegrywając w latach 1946–1947.
W drugiej połowie lat 40. był najlepszym pięściarzem wagi półśredniej w Polsce.